# Anthomyia luculenta
Anthomyia luculenta este o specie de muște din genul Anthomyia, familia Anthomyiidae, descrisă de Ackland în anul 1987. Conform Catalogue of Life specia Anthomyia luculenta nu are subspecii cunoscute.